# Mike Kuchar

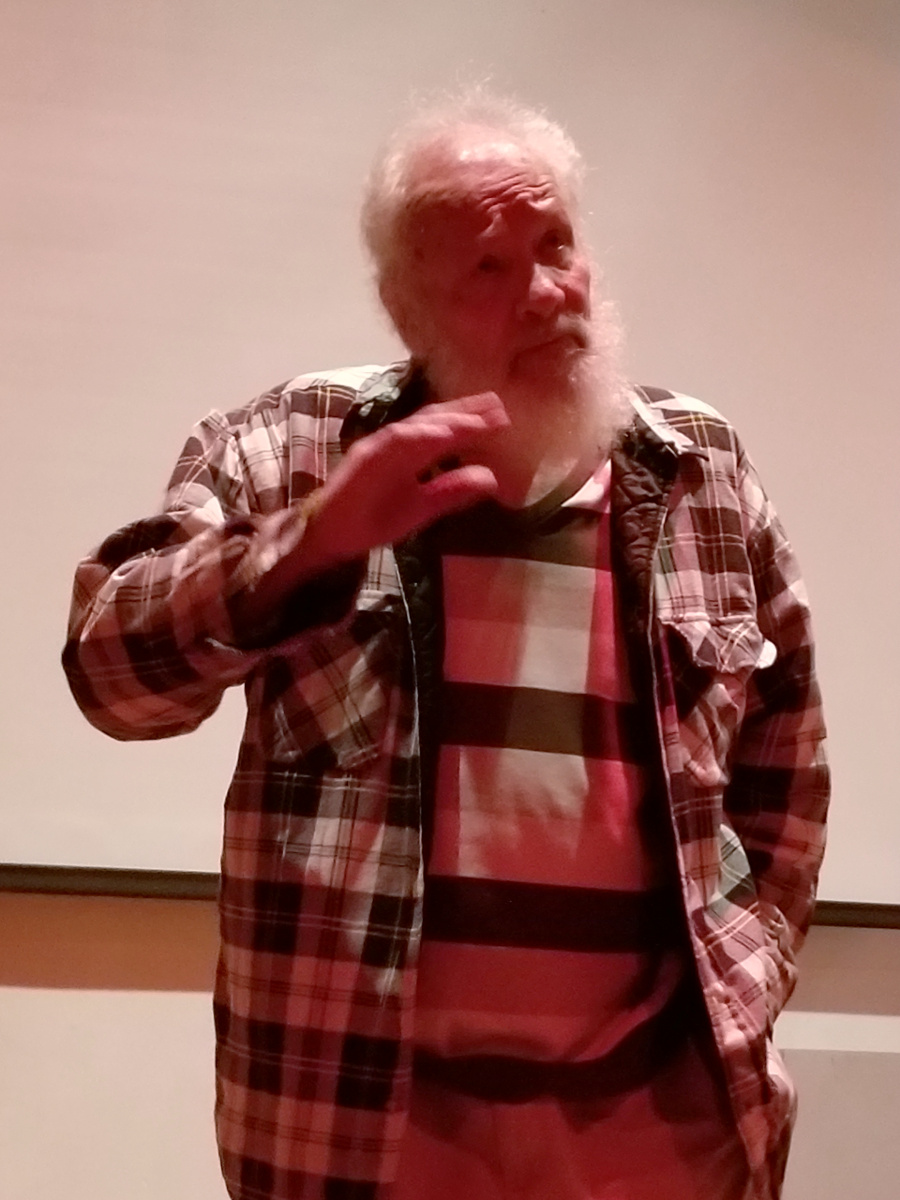
Mike Kuchar, 2018

Mike Kuchar (* 31. August 1942 in Manhattan, New York) ist ein US-amerikanischer Experimental-Filmemacher, Kameramann  und Comic-Illustrator, der sich im Underground einen bedeutenden Namen gemacht hat.

## Leben und Wirken
Kuchar begann seine Karriere mit 8-mm-Kurzfilmen, die er zusammen mit seinem Zwillingsbruder George angefertigt hat. Später drehte er eigene Filme und arbeitete als Kameramann mit Regisseuren wie Rosa von Praunheim. Kuchars Comic-Illustrationen werden international ausgestellt.
Rosa von Praunheim drehte 1977 den Dokumentar-Kurzfilm Portrait George and Mike Kuchar über die Zwillingsbrüder.

## Filmografie als Regisseur (Auswahl)
- 1958: The Slasher (Kurzfilm)
- 1967: The Craven Sluck (Kurzfilm)
- 2004: Romance (Kurzfilm)
- 2014: Summersins (Kurzfilm)

## Filmografie als Kameramann (Auswahl)
- 1990: Schweigen = Tod (Dokumentarfilm)
- 1990: Affengeil (semi-dokumentarischer Film)